# GNU Hurd
GNU Hurd er et styresystem, som bygger på kernen Hurd og en række basisværktøjer fra GNU-projektet. Hurd er bygget på mikrokerne-teknik. Hurds mikrokerne er GNU Mach.
Da der bruges eksisterende GNU-programmer til systemet, vil en bruger ikke mærke den store forskel på GNU Hurd og GNU Linux. Hvis man på den anden side vil eksperimentere med et styresystem, er Hurd mere tilgængelig. Man kan aktivere nye dele af systemet som for eksempel et filsystem uden specielle rettigheder. Med mindre man er superbruger på systemet, vil andre brugere ikke kunne mærke forskel.
For tiden er Hurd kun udviklet på basalt niveau – utilstrækkeligt for normal brug af en computer. Der findes ikke en officiel Hurd-distribution endnu, men projektet Debian arbejder på en. Der kan hentes foreløbige ISO-filer til installation af Hurd. Installationsprogrammet er stadig baseret på GNU Linux.